# アルベルティーニの聖母
『アルベルティーニの聖母』（アルベルティーニのせいぼ、伊: La Madonna Albertini, 英: The Madonna Albertini）として知られる『聖母子』（せいぼし、伊: Madonna col Bambino, 英: Madonna and Child）は、ルネサンス期のヴェネツィア派の巨匠ティツィアーノ・ヴェチェッリオが1560年から1565年頃に制作した絵画である。油彩。ティツィアーノ晩年の作品で、ミラノのマゼンタ侯爵家（Marchese Mazenta）によって長らく所有されたことが知られている。『アルベルティーニの聖母』という通称はジャーナリスト・政治家のルイージ・アルベルティーニが所有したことに由来している。現在はヴェネツィアのアカデミア美術館に所蔵されている。

## 作品

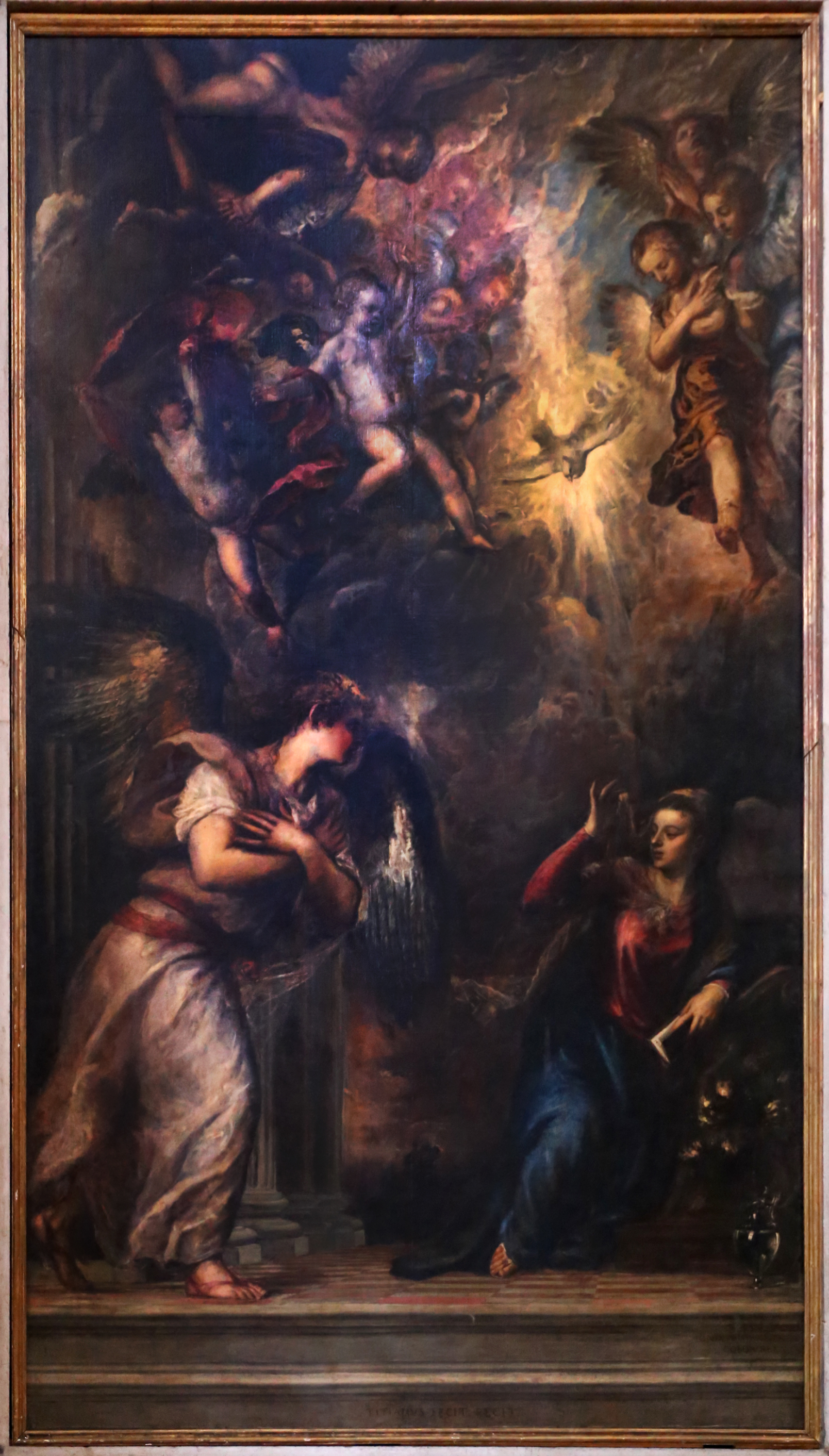
ティツィアーノの晩年の代表作の1つ『受胎告知』。1559年から1564年の間。サン・サルバドール教会所蔵。

比較的小型の作品であり、おそらく個人的な礼拝用の図像を求める顧客のために制作されたと考えられている。
聖母マリアは寝そべった幼児のイエス・キリストを膝の上に乗せて座っている。彼女は赤い衣服を着て、肩に灰青色のマントをかけ、頭にヴェールを被ってる。聖母マリアと幼児キリストのが見つめ合う様子は母親と息子の間に流れる深い愛情を想像させるが、聖母マリアは暗く沈んだ表情をしている。彼女は右手で幼児キリストの背中を抱き、左手で息子の左手を持っているが、彼女の左手の中には息子の左手とは別の何かが握られており、幼児キリストもまた左手でそれに触れている。この点について、美術史家アウグスト・ジェンティーリ（Augusto Gentili）は、2009年に聖母マリアの左手の中にあるものが林檎の果実であると指摘している。林檎は原罪の象徴であり、人類を救済するために十字架上で磔刑に処されて死ぬことを暗示していると考えられる。幼児キリストの右手が力なく垂れさがっている点は、古代の浮彫り『ポリュクレイトスの寝台』に彫刻された眠る男性の垂れ下がった片腕の表現から借用されていることが指摘されている。眠りはしばしば死に例えられたため、ルネサンス期の芸術家たちは死を連想させるためにこの腕のポーズを引用したという。これらのことから聖母マリアはキリストに待ち受ける受難の運命を予見しているため、幼児キリストを見る聖母マリアの表情は暗く沈んでいることが分かる。
画面左の背景には『旧約聖書』の「出エジプト記」第3章の、預言者モーセのエピソードに登場する「燃える柴」が描かれている。「出エジプト記」によるとモーセはホレブ山で「燃える柴」の中に御使いが現れ、エジプト人に支配されているイスラエル人を解放する運命にあることを告げられた。この柴は燃えているのに無くならなかったという。中世以降、「燃える柴」は処女性を失うことなくキリストを身ごもった聖母マリアの象徴と考えられた。実際に、ティツィアーノは晩年の代表作の1つであるサン・サルバドール教会の『受胎告知』（L'Annunciazione）においても「燃える柴」を描き込んでいる。
X線撮影を用いた科学調査の結果、キャンバスにはもともと別の聖女が描かれていたことが判明している。この聖女像は逆さになっており、ティツィアーノはキャンバスを再利用するため聖女像を塗りつぶし、キャンバスを逆さにして聖母子を描いたらしい。素早く荒い筆致や震えるような光の表現は、晩年のティツィアーノの様式を示している。サン・サルバドール教会の『受胎告知』と同様に聖母を象徴する「燃える柴」が描かれていることから、本作品は『受胎告知』と同時期に制作されたのではないかと考えられている。
保存状態はかなり悪く、古い修復で行われた洗浄によって幼児キリストの顔色と聖母のマントは損傷し、陰になっている部分は完全に失われている。また幼児キリストの足は大部分が塗り直されたようである。2005年に修復を受けたが、状態の悪さゆえに塗り直しの除去は行われなかった。

## 来歴
本作品は1616年から1879年にかけてミラノのマゼンタ侯爵家が所有していた。その後、侯爵家の子孫にあたるベルガモのピネッティ・マルティネンゴ（Pinetti Martinengos）が所有したのち、ルイージ・アルベルティーニの手に渡った。1981年、ルイージの息子レオナルド・アルベルティーニ（Leonardo Albertini）によってアカデミア美術館に寄贈された。